# 嶋田健吾
嶋田 健吾（しまだ けんご、1983年7月31日 - ）は、長崎国際テレビ (NIB) の社員。元アナウンサー。

## 来歴
長崎県長崎市出身。長崎大学在学時、テレビ局で内勤のアルバイトをしていたことからアナウンサーがニュースを読む姿を間近で目にしており、憧れから同じ道へと進んだ。
大学を卒業後、2006年4月に山口朝日放送 (yab) に入社した。一時下関支社へ転勤し、事件・事故・政治・経済関連の記者を務めていたが、2011年3月に再び本社勤務のアナウンサーとなる。
山口朝日放送を退社後、2015年5月に長崎国際テレビへ移籍した。
2019年10月1日付で編成部に異動した。

## 担当番組

### 山口朝日放送
- 青い空が好きっ![7]
- やまぐちしま専科[8]
- いいこと、みつけよう。[8]
- Jチャンやまぐち - スポーツ担当[9] → ニュース担当[10] → キャスター[11]
- yabニュース[5]
- スポーツ中継[5]

### 長崎国際テレビ
- NNNストレイトニュース[12]
- NIBニューススポット[12]
- 24時間テレビ 「愛は地球を救う」 ローカルパート - 長崎国際テレビに入社した年から毎回担当している[13]。
- サッカー中継 - ピッチリポーター[14]